# Huike

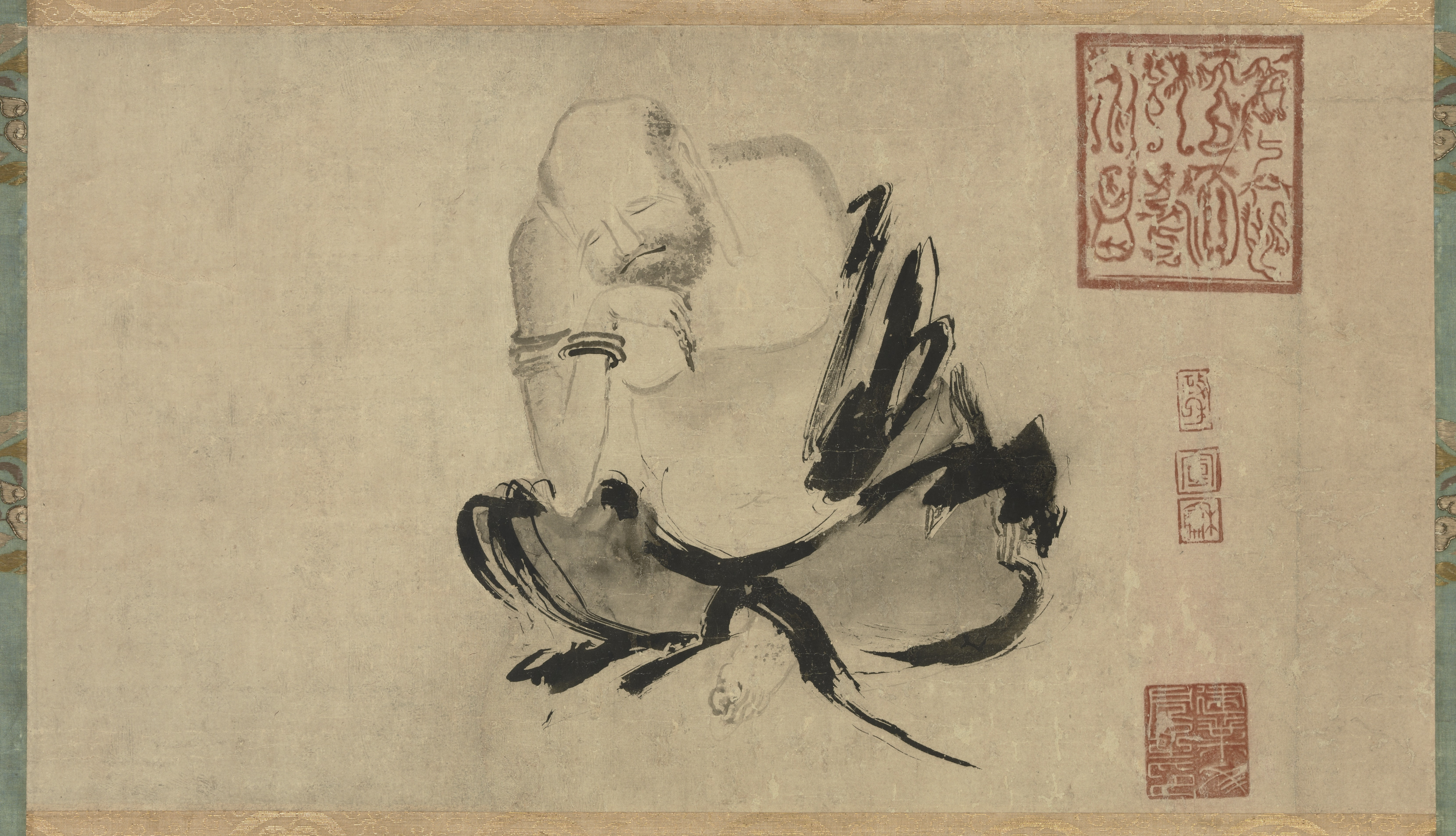
Huike denkend von Shi Ke, 10. Jahrhundert

Dazu Huike (chinesisch 大祖慧可, Pinyin Dàzǔ Huìkě, jap. gleiche Schreibung; Taiso Eka) ist der zweite Patriarch des Chan-Buddhismus in China. Seine Lebensdaten sind 484 bis 590 n. Chr., nach einer anderen Quelle 487-593. Sein unmittelbarer Vorgänger war Bodhidharma.
Es gibt mehrere Legenden, den zweiten Patriarchen betreffend: Als der Mönch Huike den Meister Bodhidharma aufsuchte, um sein Schüler zu werden, blickte dieser, der gegen die Wand starrend meditierte, gar nicht auf. Es begann zu schneien und Huike wich nicht von der Stelle, bis er ganz mit Schnee bedeckt war. Noch immer schenkte ihm der Meister keine Beachtung. Da schnitt sich Huike einen Arm ab, als Zeichen seiner Entschlossenheit und wurde von Bodhidharma als Schüler angenommen. Huike sprach, „Meister, mein Geist ist voll Unruhe, bitte bringe ihn zur Ruhe.“ Bodhidharma antwortete, „Zeig her deinen Geist und ich will ihn beruhigen!“ Huike zögerte und sagte, er könne seinen Geist nicht finden. Darauf sagte Bodhidharma, „Siehst du, ich habe ihn schon beruhigt.“ Worauf Huike Erleuchtung erlangte.
Bodhidharma übertrug Huike als erstem Chinesen die Patriarchenwürde und legte ihm das Lankavatara-Sutra ans Herz.